# Pinianus

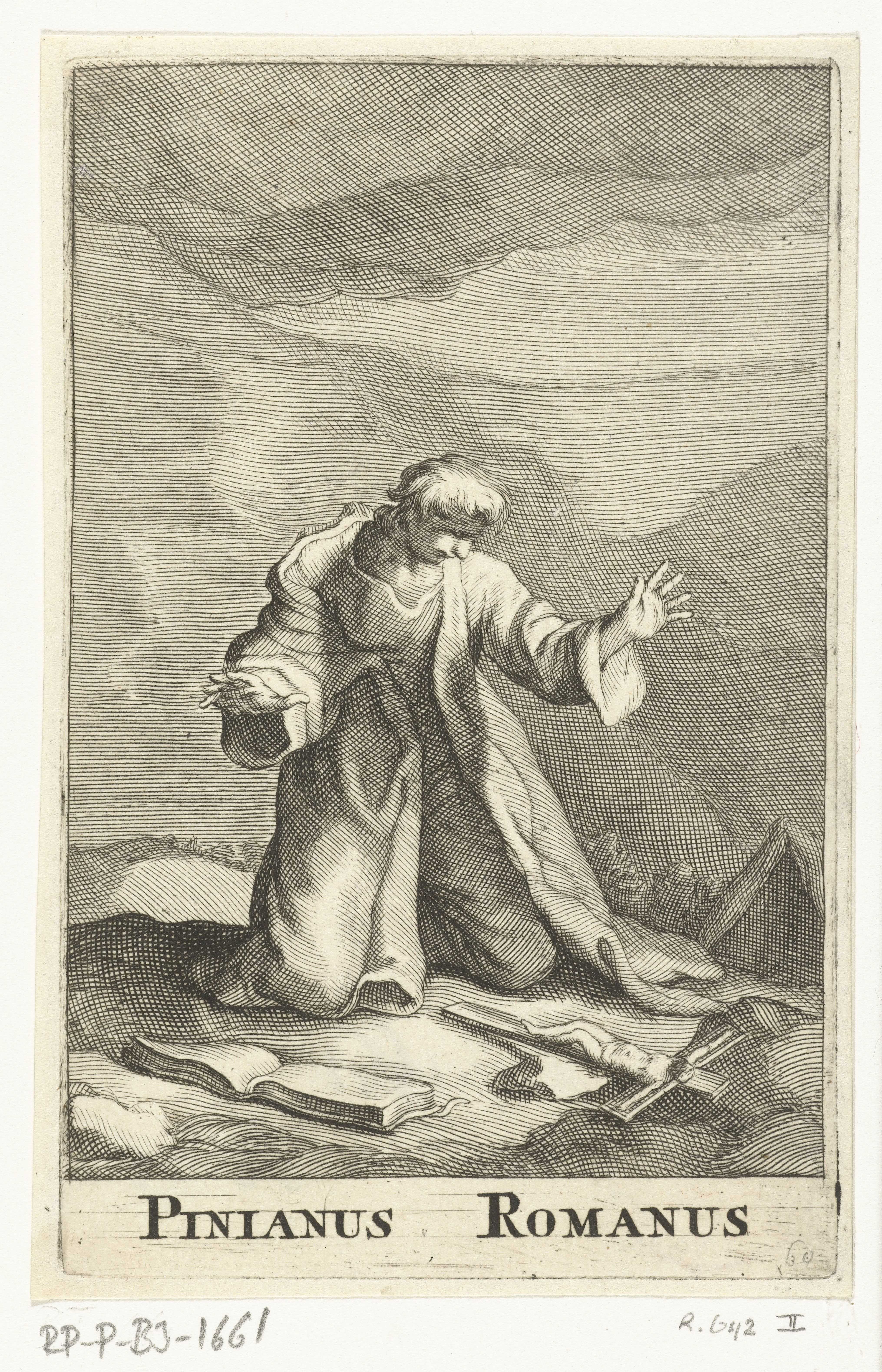
Darstellung des heiligen Pinianus von Rom, 17. Jahrhundert

Valerius Pinianus (auch Pinianus von Rom) (* um 380 in Rom; † um 430 bei Jerusalem) war ein spätantiker römischer Adliger und katholischer Heiliger. Er war der Ehemann der ebenfalls heiligen Melania der Jüngeren. Er ist besonders für seine Wohltätigkeit und Unterstützung von Klostergründungen bekannt. Sein Gedenktag wird am 31. Dezember gefeiert.

## Leben
Pinianus stammte aus einer reichen und angesehenen stadtrömischen Familie. Sein Vater oder Onkel Valerius Pinianus war 385–387 Stadtpräfekt von Rom, ein prestigeträchtiges und einflussreiches Amt. Auf Druck beider Familien heiratete Pinianus der Jüngere seine Frau Melania, als sie 14 Jahre alt war; er selbst war damals 17. Ihre ersten beiden Kinder starben bereits früh nach der Geburt, auch Melania selbst starb bei der zweiten Geburt fast. Ihr Mann versprach deshalb, ihren Wunsch nach Enthaltsamkeit zu berücksichtigen. Mit 24 folgte er seiner Frau in der Frömmigkeit, die ihn zum christlichen Glauben brachte. Die beiden schlossen sich zunächst Paulinus in Nola an.
Beide unterstützten Arme, Kirchen und Klöster in Rom durch reiche Schenkungen. Die Eheleute gaben nach und nach Güter in Spanien und Italien für ihre wohltätigen Zwecke auf, behielten aber einige Besitze in Italien, Sizilien und Afrika.
Pinianus folgte schließlich 417 seiner Frau und ihrer Mutter Albina ins Heilige Land, wo die beiden am Ölberg eine Klostergründung ermöglichten. Er starb 431 in der Nähe Jerusalems.
Seine Frau lebte nach seinem Tod dort als Einsiedlerin, reiste 436 nach Konstantinopel und starb am 31. Dezember 439 ebenfalls in Jerusalem.